# Ap (sanskrit)
Ap (en sanskrit IAST ; devanāgarī : अप्) signifie « eau », l'un des cinq grands éléments (mahābhūta) dans la philosophie du Sāṃkhya.

## Table de correspondance
Cette table met en correspondance quinze principes (tattva) qui participent de la cosmologie et de la constitution de l'homme selon la philosophie du Sāṃkhya. Les jñānendriya sont en correspondance avec les tanmātra, mais non directement avec les mahābhūta. Ces derniers sont produits par les tanmātra.
| Organe de connaissance (jñānendriya) | Objet de perception (tanmātra) | Élément grossier (mahābhūta) |
| ------------------------------------ | ------------------------------ | ---------------------------- |
| śrotra (oreille)                     | śabda (son)                    | ākāśa (espace ou éther)      |
| tvak (peau)                          | sparśa (toucher ou contact)    | vāyu (air)                   |
| cakṣus (œil)                         | rūpa (forme)                   | tejas (feu)                  |
| jihvā (langue)                       | rasa (goût ou saveur)          | ap (eau)                     |
| ghrāṇa (nez)                         | gandha (odeur)                 | pṛthivī (terre)              |

## Ap et cakra
L'ap au pluriel āpas est un tattva : un principe, une essence d'un chakra lié au yoga et à la kundalini. Sa traduction est : eau. Il est associé au deuxième chakra : svadhishthana, et, au souffle qui anime chaque être humain, souffle changeant suivant de quel chakra il vient. Il est aussi lié au goût, et son symbole est le croissant blanc de la lune.